# Kamagorgon ulanovi
Kamagorgon ulanovi è un terapside estinto, forse appartenente ai gorgonopsi. Visse nel Permiano medio (circa 269 - 267 milioni di anni fa) e i suoi resti fossili sono stati ritrovati in Russia.

## Descrizione
Questo animale è noto per un cranio incompleto, ed è quindi impossibile ricostruirne fedelmente l'aspetto. In ogni caso, Kamagorgon doveva essere un carnivoro piuttosto robusto. Il cranio era piuttosto corto e dotato di due canini superiori massicci e allungati. Le ossa parietali erano ispessite, e la sinfisi mandibolare estremamente alta. I denti palatali ricoprivano le ossa pterigoidi e palatine e non erano concentrati su speciali tubercoli ossei.

## Classificazione
Kamagorgon venne descritto per la prima volta nel 1998 da Tatarinov, sulla base di un cranio incompleto rinvenuto nella località di Sokol, nell'Udmurtia, nella parte occidentale degli Urali della regione di Perm in Russia. Inizialmente Kamagorgon venne classificato come un biarmosuco, un gruppo di terapsidi arcaici, e in particolare nella famiglia Eotitanosuchidae, insieme ai poco noti Eotitanosuchus e Ivantosaurus. Successivamente, Kamagorgon è stato considerato un membro primitivo del gruppo dei gorgonopsi, a causa della lunghezza della parte anteriore delle fauci e della parte posteriore del cranio. Queste caratteristiche erano condivise anche con alcuni britopodidi e biarmosuchi.